# قذة

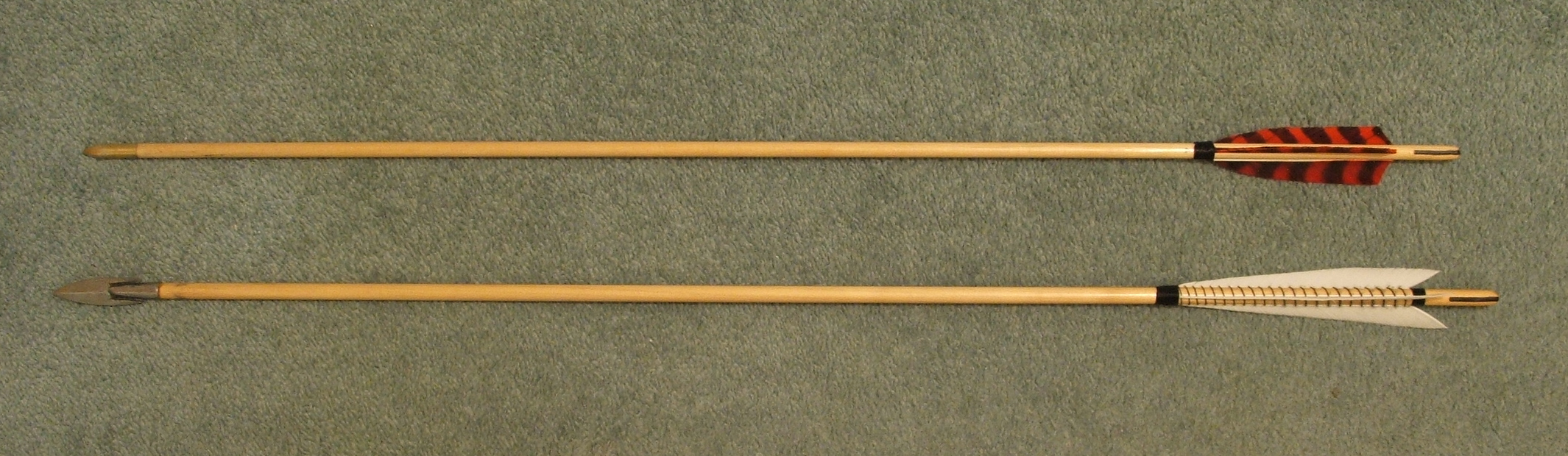
سهام مريشة

القذة هي ريشة السهم.

## لغة
قُذَّة: جمع: قُذَذ وقذاذ.

## اصطلاحا
القذة هي ريشة السهم، وغالبا ما تؤخذ من طائر النسر أو الصقر، بعد نحتها وتسويتها وإعدادها لتركب في السهم.
وللسهم ثلاث قُذذ وهي آذانه. وفي الحديث الشريف، قال النبي محمد صلى الله عليه وسلم: لتركبن سنن من كان قبلكم حذو القذة بالقذة، يضرب مثلاً للشيئين يستويان ولا يتفاوتان. والقذة تُطلق على أذن الأنسان والفَرَس.
والقذاذة من كل شيء ما قطع منه، وان لي قذاذات وخذاذات، فالقذاذات القطع الصغار تقطع من اطراف الذهب، والخذاذات القطع من الفضة.
ونقول رجل مقذذ الشَعر ومقذوذ، بمعنى مزين، أي قصه وسواه.والمقذ منتهى منبت الشعر من مؤخر الرأس. وقذ الحجر، أو كل ما هو غليظ، رمى به.ورجل قذي العين، أي سقطت في عينه قذاة، وهي تبنة ونحوها. وقول النبي صلى الله تعالى عليه وسلم: يبصر احدكم القذى في عين أخيه ويعمى عن الجذع في عينه، ضربه مثلاٌ لمن يرى الصغير من عيوب الناس ويعيرهم به وفيه من العيوب ما نسبته اليه كنسبة الجذع إلى القذاة.
ويقال، كل رجل يَمْني أو يَمْذي، وكل أُنثى تَقْذي.
وجاء في قول الشاعر بشار بن برد:
وجاء أيضاً في رثاء الخنساء لاخيها صخر، حيث تقول: